# 小行星1580
拜突利亞（1580 Betulia）是1950年5月22日由歐內斯特·倫納德·詹森在南非約翰尼斯堡的聯盟天文台發現的一顆阿莫爾型小行星。拜突利亞的形狀被精確的測量：這顆小型最寬之處是6.59 ± .66公里，然而他的有效直徑是5.39±.54公里。
名稱是用來向天文學家薩繆爾·赫里克的妻子，拜突利亞·赫里克（Betulia Herrick）表達敬意。赫里克曾經研究這顆小行星的軌道，並且要求以拜突利亞命名，之後還有(1685) 托羅。

## 進階讀物
- Harris, Alan W.; Mueller, Michael; Delbó, Marco; Busc, Schelte J. . Icarus. December 2005, 179 (1): 95–108  [2011-10-07]. Bibcode:2005Icar..179...95H. doi:10.1016/j.icarus.2005.05.010. （原始内容存档于2019-03-04）.
- Lebofsky, L. A.; Veeder, G. J.; Lebofsky, M. J.; Matson, D. L. . Icarus. September 1978, 35 (3): 336–343. Bibcode:1978Icar...35..336L. doi:10.1016/0019-1035(78)90086-6.

## 外部連結
- IAUC 1268 - Initial discovery （页面存档备份，存于）
- JPL Small-Body Database Browser on 1580 Betulia